# 上海交通大学化学化工学院
化学化工学院为上海交通大学的一个学院，成立于1997年。
交通大学于1928年成立化学系，1946年成立化学工程系。1952年院系调整，化学系整体迁入复旦大学，化学工程系迁入华东化工学院（今华东理工大学）。1979年复建应用化学系，1997年成立化学化工学院。

## 著名校友
- 徐光宪：1944年毕业于交通大学化学系，2008年国家最高科学技术奖得主。